# 和田站 (日本)
和田站（日语：／ Wada eki */?）是位於日本秋田縣秋田市，屬於東日本旅客鐵道（JR東日本）奧羽本線的鐵路車站。

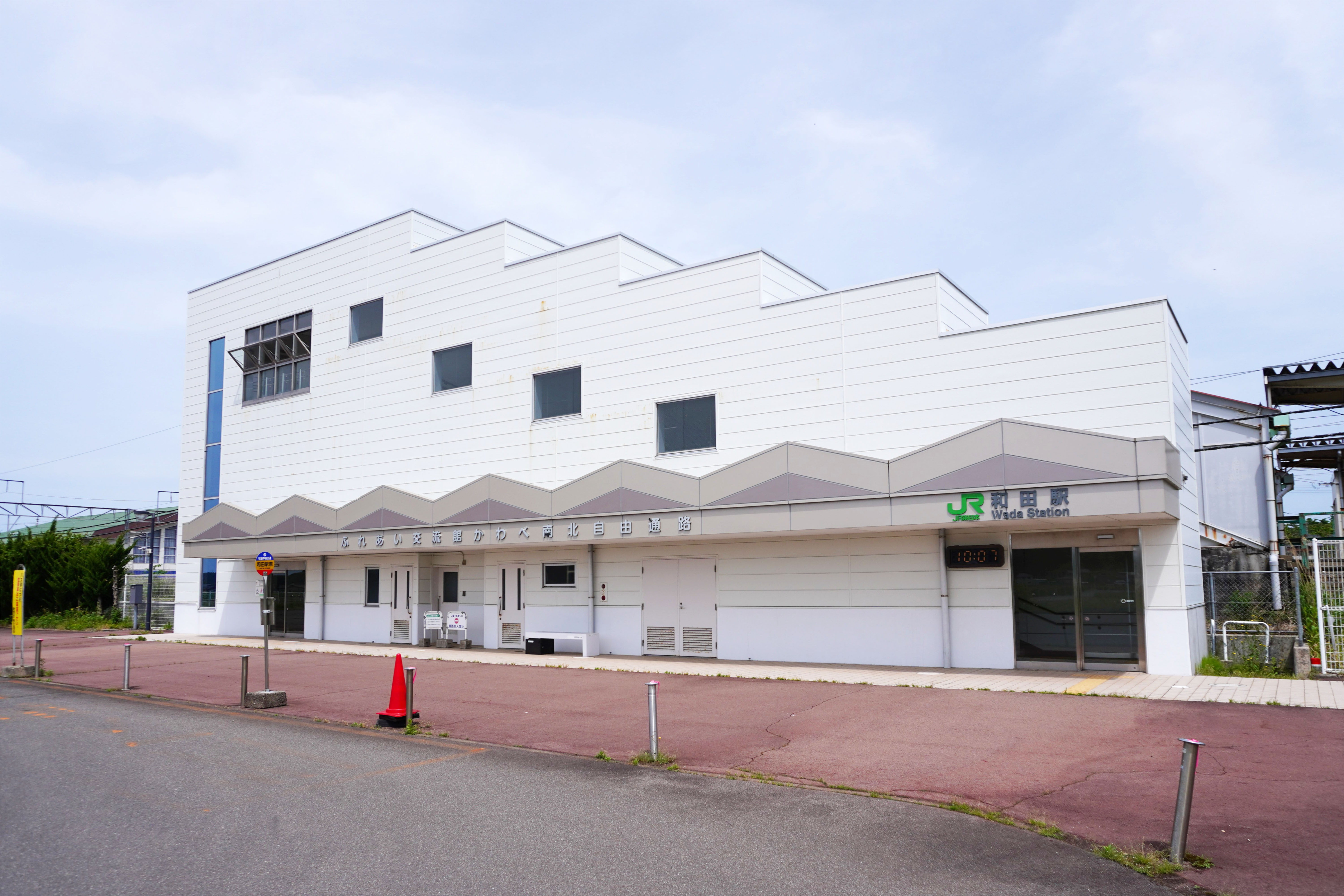
南口（2024年5月）

## 車站構造
此站設有一座2面2線的相對式月台，並且為秋田站負責管理的簡易委托站。車站南面設有側線，並停泊兩架除雪車。

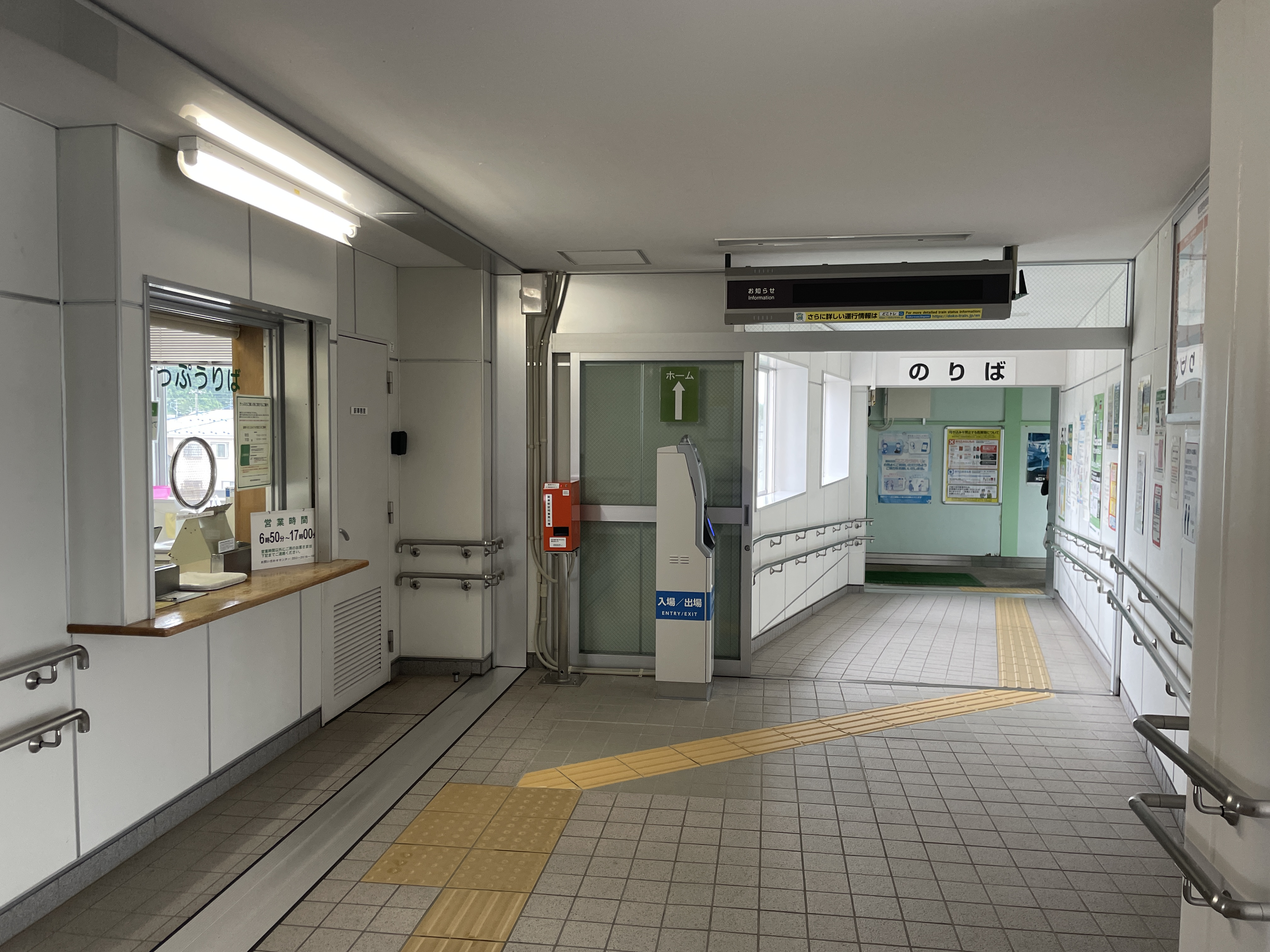
检票口（2023年6月）

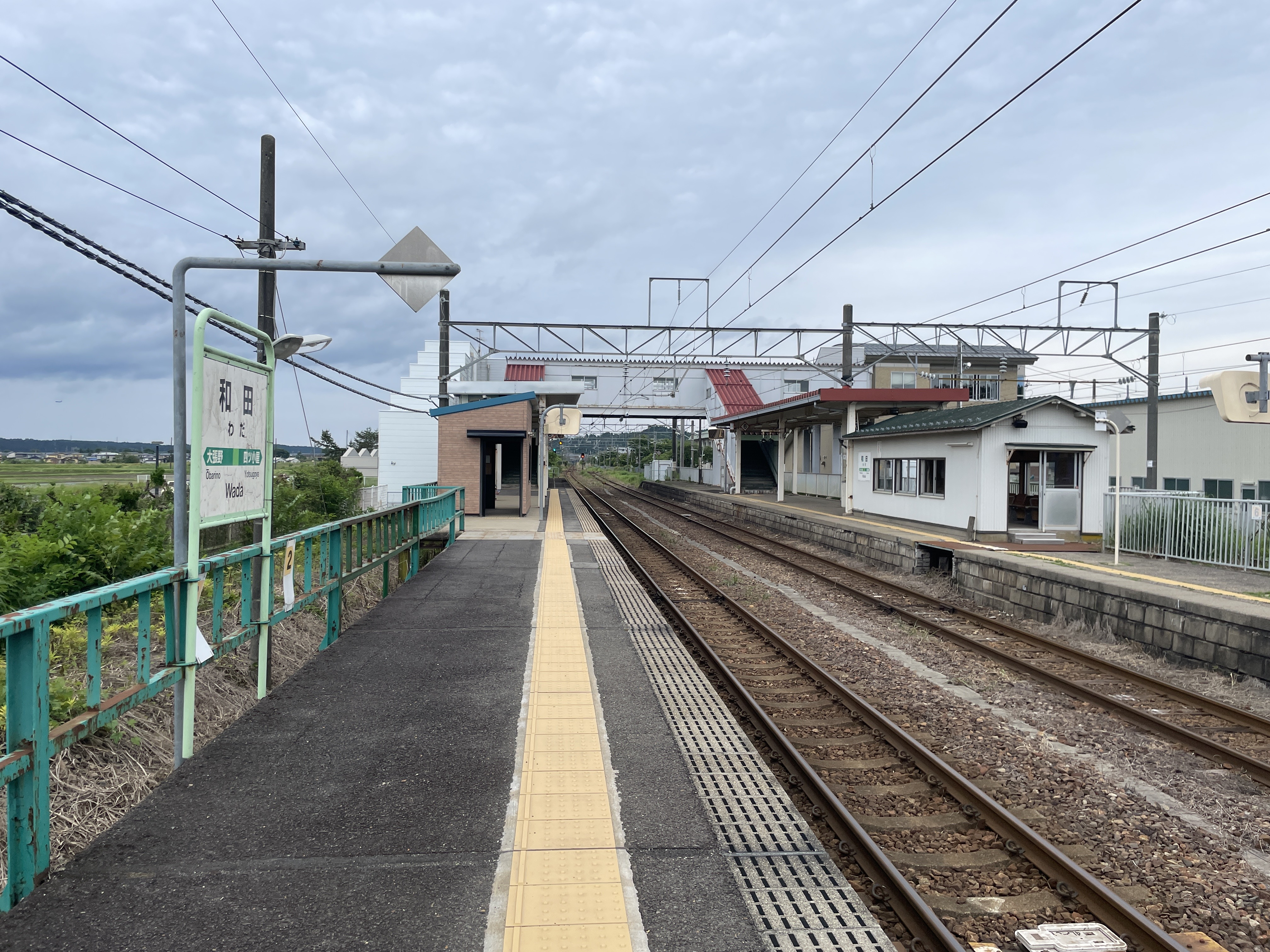
月台（2023年6月）

### 月台配置
| 月台 | 路線      | 方向 | 目的地                         |
| ---- | --------- | ---- | ------------------------------ |
| 1    | ■奧羽本線 | 上行 | 大曲、橫手方向                 |
| 2    | ■奧羽本線 | 下行 | 秋田方向                       |
| 2    | ■奧羽本線 | 上行 | 大曲、橫手方向（只限始發列車） |

## 使用情況
| 年度 | 每日平均乘客數 |
| ---- | -------------- |
| 2000 | 469            |
| 2001 | 470            |
| 2002 | 434            |
| 2003 | 433            |
| 2004 | 432            |
| 2005 | 446            |
| 2006 | 454            |
| 2007 | 470            |
| 2008 | 455            |
| 2009 | 420            |
| 2010 | 397            |
| 2011 | 380            |
| 2012 | 377            |
| 2013 | 361            |

## 历史
- 1903年10月1日：奧羽北線（即現奧羽本線）秋田站至和田站開通，此車站也同時啟用。
- 1904年8月21日：奧羽北線（即現奧羽本線）和田站至神宮寺站開通。
- 1986年11月1日：成為簡單委托站。
- 1987年4月1日：因國鐵分割民營化，本站成為東日本旅客鐵道的車站。
- 2003年4月：站舍改建完成。
- 2023年5月27日：可以使用「Suica」[2][3]。

## 車站周邊
- 秋田機場
- 國道13號
- 秋田市立河邊中學
- Daily YAMAZAKI河邊和田店
- MaxValu東北河邊店
- 秋田市河邊市民中心（前河邊町政廳）
  - 秋田市立中央圖書館明德館河邊分館
- 和田郵局
- 國際教養大學
- 秋田縣道175號和田停車場線

## 相鄰車站
東日本旅客鐵道
■奧羽本線
□快速
刈和野－和田－四小屋
■普通
大張野－和田－四小屋

## 相關項目
- 日本鐵路車站列表 Wa

## 外部連結
- JR東日本－和田站（页面存档备份，存于）（日語）

39°39′3.2″N 140°13′4.1″E / 39.650889°N 140.217806°E